# Engobe

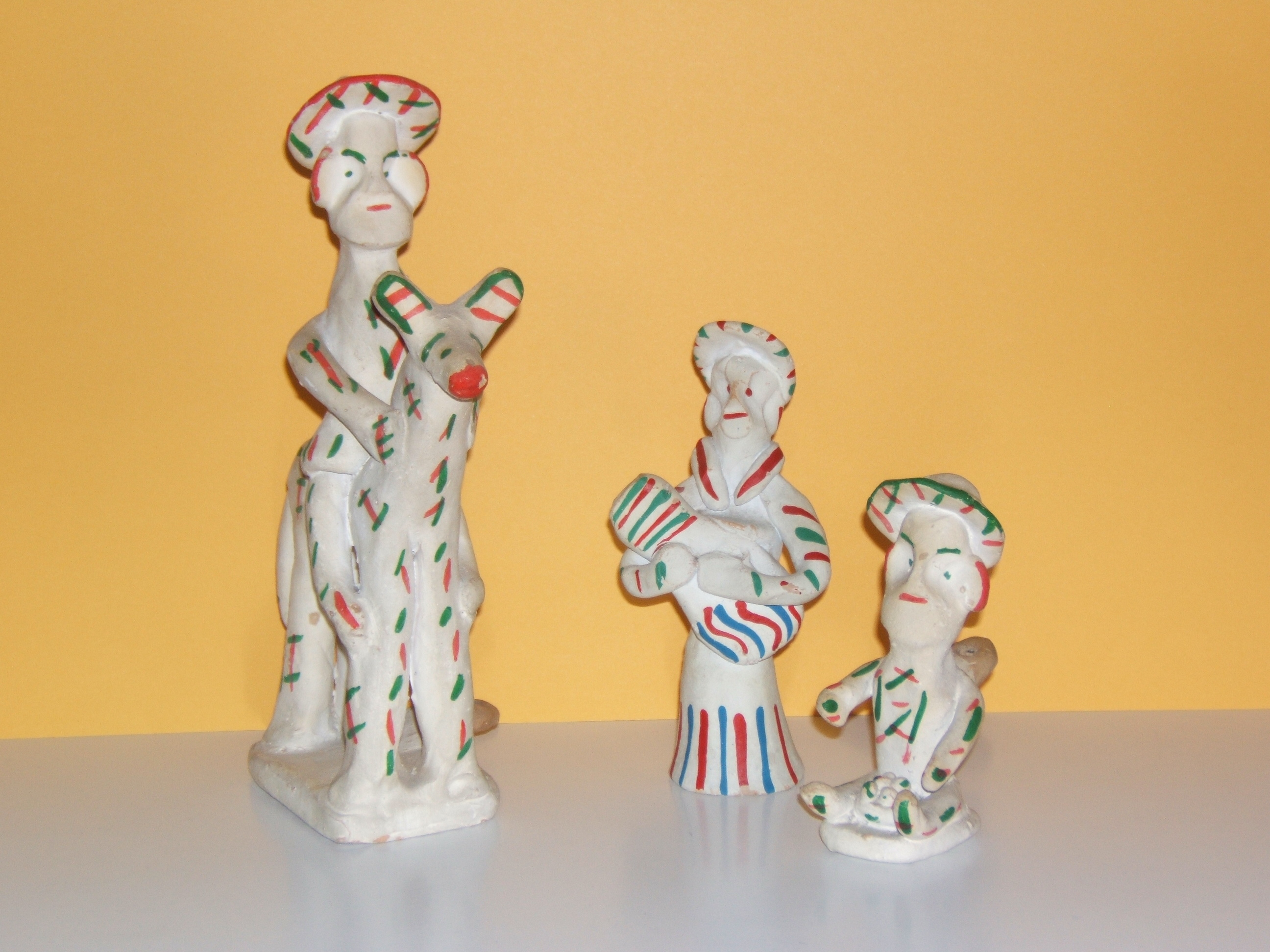
Silbatos de arcilla cubiertos de una engalba de cal y decorados con trazos en rojo, azul y verde, en los típicos «siurells» de las islas Baleares.

Engobe o engalba es la técnica cerámica decorativa que comporta una suspensión de materiales plásticos y no plásticos más agua, es decir: engobe es sinónimo de la pasta cerámica que se obtiene mezclando  distintos tipos de arcilla y otros materiales con agua y, generalmente, un defloculante como, por ejemplo, silicato sódico. El agregado de un defloculante permite que el contenido acuoso sea mínimo, lo que disminuye su encogimiento. La mezcla puede realizarse a mano o, más comúnmente, mediante un agitador diluidor. El engobe tradicionalmente más frecuente es el engobe rojo.

## Otros nombres
El engobe es también conocido en el argot alfarero como engalba, aunque también se usan otros términos como ‘revoque’, barbotina, ‘lechada’, cola de arcilla, ‘papilla’ o crema de arcilla. Tanto el Diccionario de términos de arte de Fatás y Borrás, como el Diccionario de términos cerámicos y de alfarería de Antonio Caro Bellido, citan la definición de Gómez-Moreno, común a engobe y engalba: "...mezcla de tierra blanca o de color (no vitrificada), y agua, que se aplica sobre toda o parte de la pieza de obra de tierra, para cubrir el color de ésta y decorarla o trazar dibujos sobre ella". El término engalba, no recogido por la RAE, procede del catalán «engalva».

## Técnica

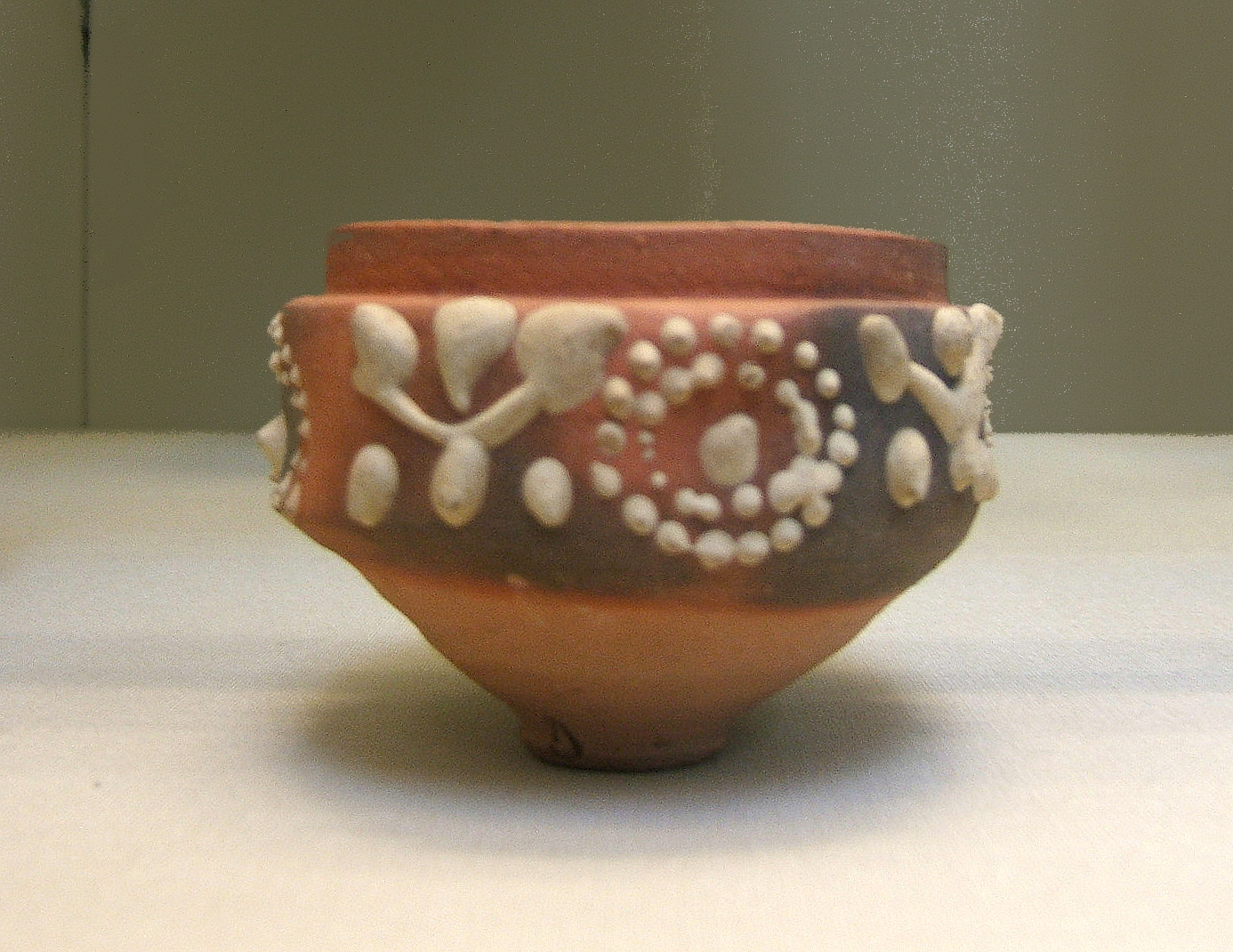
Copa pequeña, fabricada en Asuán, Egipto; decorada con barbotina (engobe) -.

Del variadísimo inventario de técnicas alfareras de engobe, practicadas a lo largo de la historia de la humanidad en relación con la artesanía cerámica, podrían darse normas tan generales como quizá anecdóticas. Así por ejemplo,  para hacer un litro de engobe aproximadamente se mezclarán 800 centímetros cúbicos de agua añadiéndole el material seco elegido. En un engobe “clásico” (base de barbotina, morteado y mezclado con un 1 % al 10 % de óxido colorante), la intensidad del color dependerá del tipo de óxido colorante utilizado y los porcentajes de la mezcla. En general, los engobes pueden ser aplicado sobre la pieza en estado de ‘cuero’, seca, o previo bizcochado (en cuyo caso conviene formular dicho engobe).

## Uso

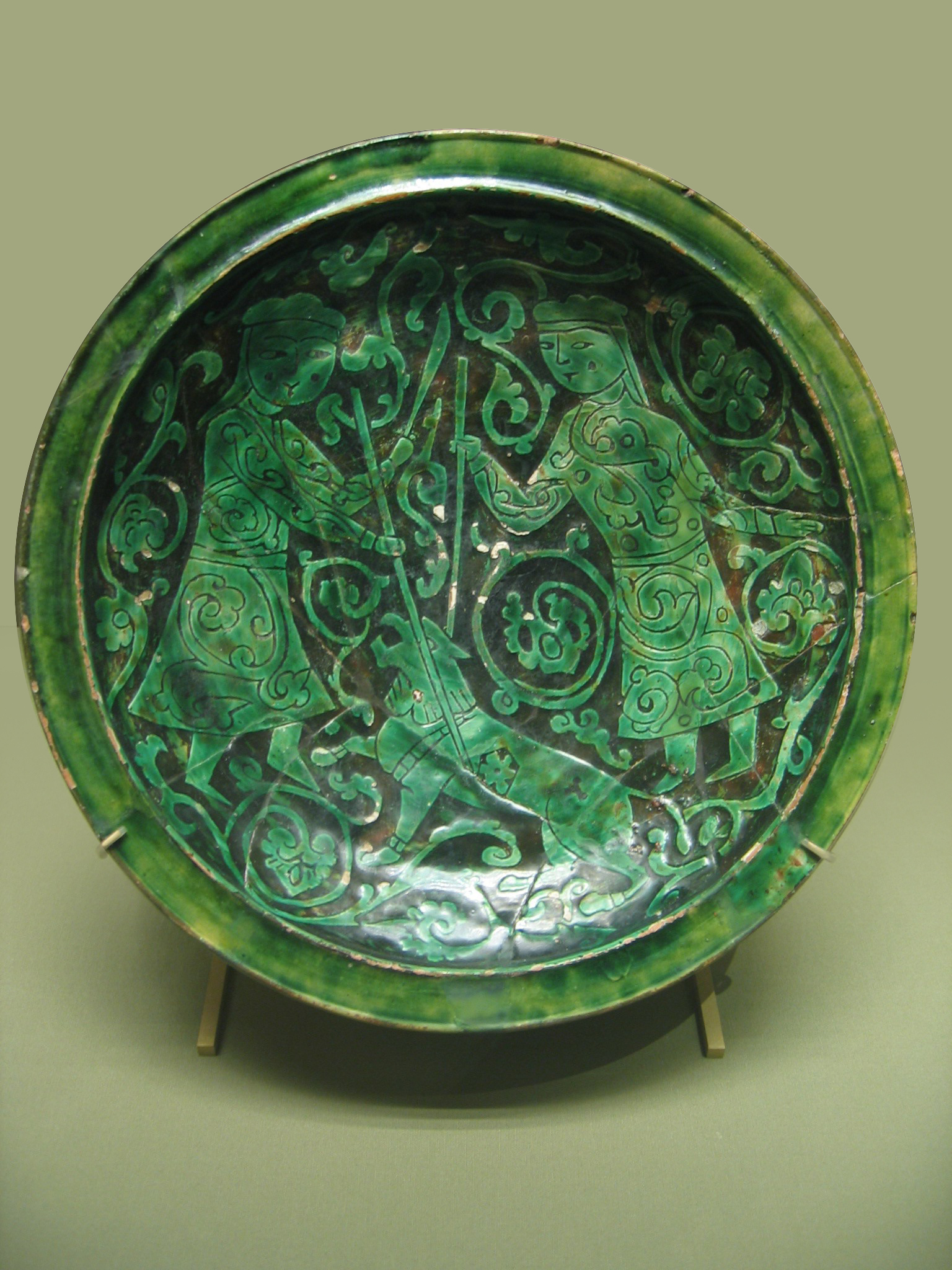
Cerámica de los siglos XII-XIII de Irán, grabada sobre el engobe y esmalte de color. Museo del Louvre.

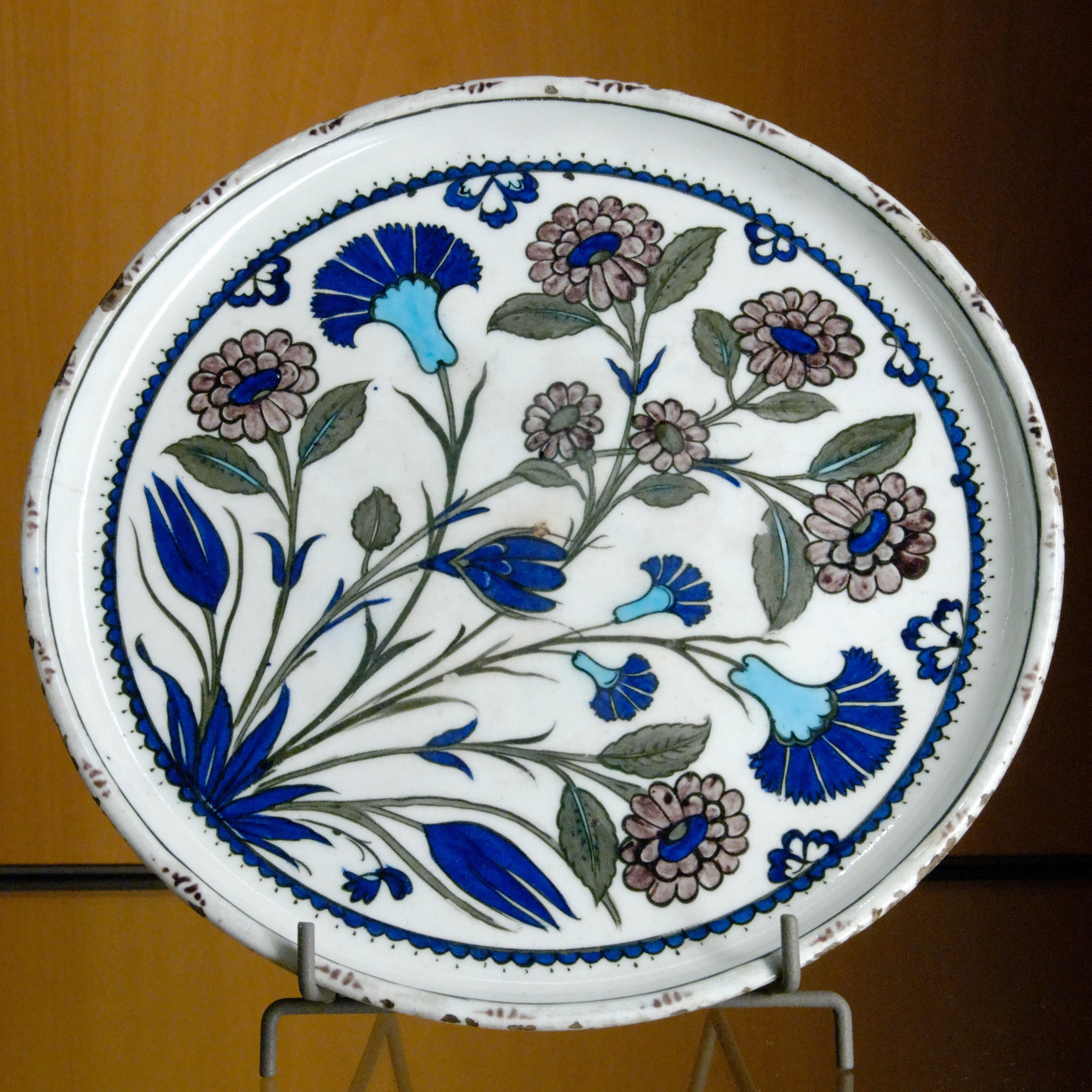
Plato Iznik (Turquía) del con decoración floral pintada sobre engobe.

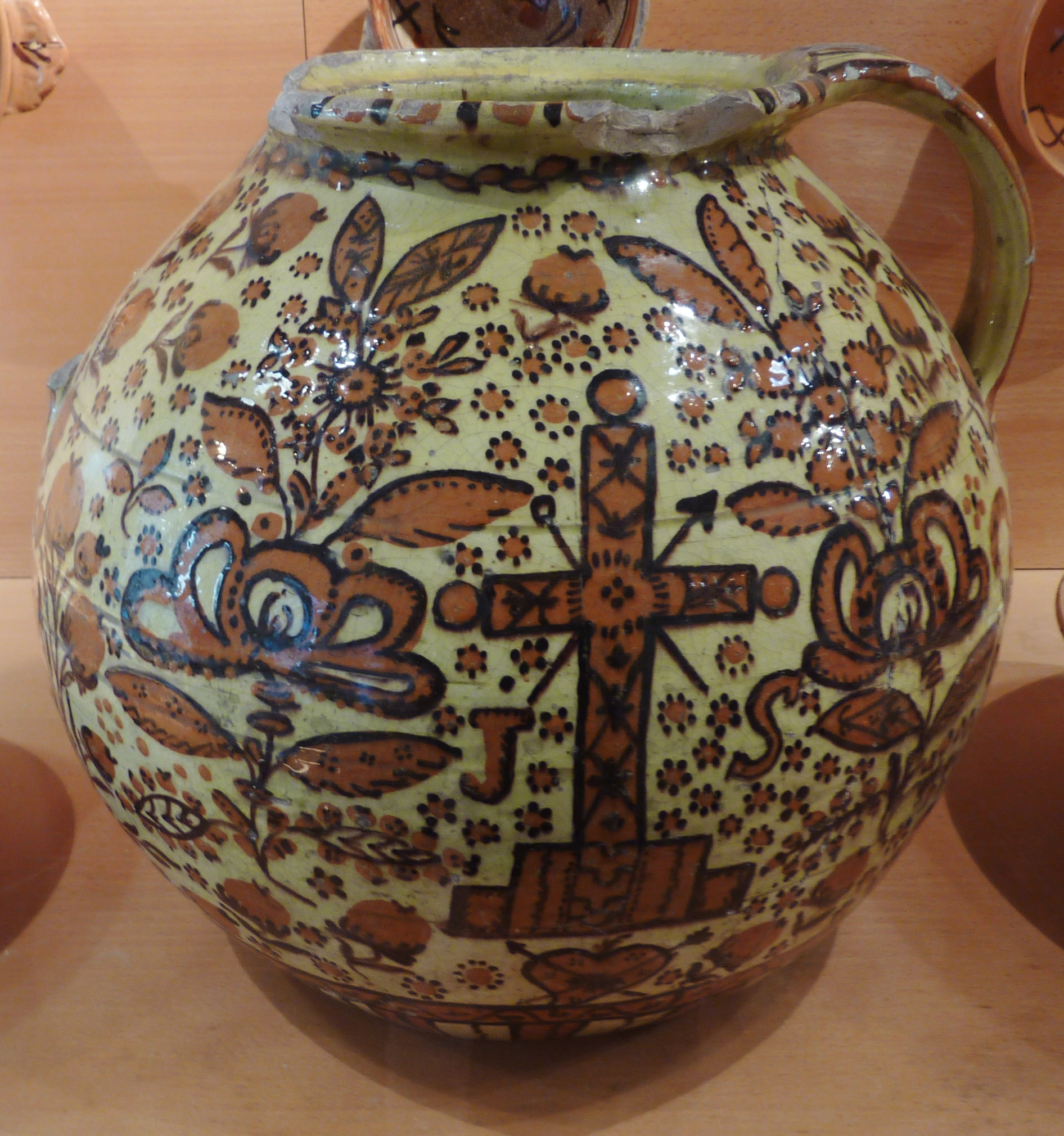
Vasija barnizada con engobes fin del. Museo de Quimper (Francia).

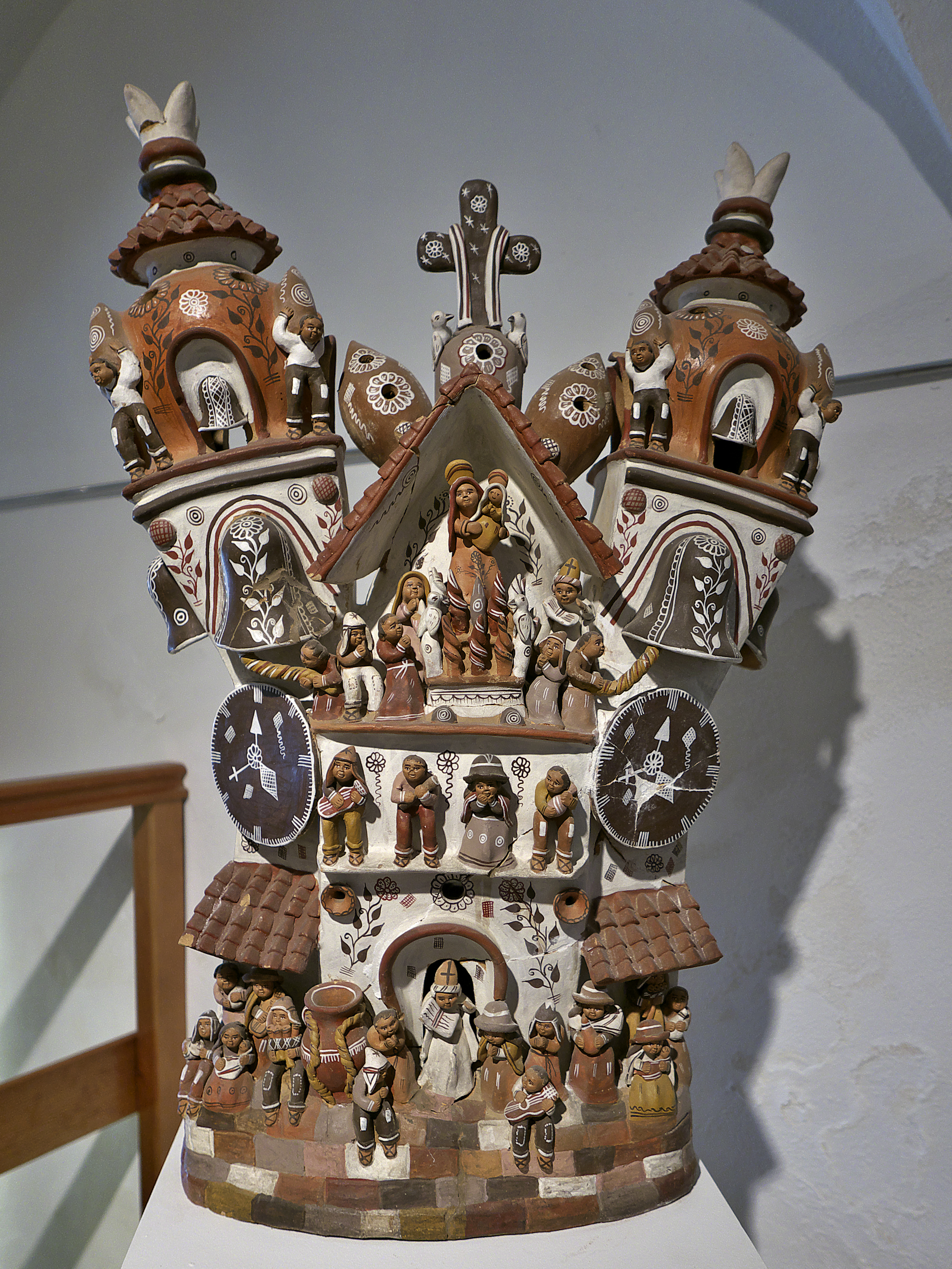
La Catedral de Ayacucho (cerámica popular del).

El engobe puede utilizarse en forma decorativa colocándolo en la superficie del objeto de arcilla cuando está casi seco. Su aplicación se hace por el medio del salpicado, el pintado a pincel o la inmersión. Sirve para decorar las pastas crudas y frescas con colores distintos. La barbotina puede emplearse como engobe, pero generalmente no a la inversa. Por lo general se llama engobe a la barbotina coloreada con un óxido o pigmento colorante. La barbotina líquida con la que se prepara el engobe de color, no siempre tiene que ser igual en su composición química a la del soporte (pieza donde se aplica). Aunque una de las ventajas al trabajar igual composición química en el engobe y el soporte, es asegurar que la decoración, por ejemplo, no se descascare por diferencias de contracción.
En una pieza utilitaria después de ser bizcochada, la aplicación previa de engobes en su superficie no la hace impermeable, por lo cual si es un utensilio contenedor de líquido, una jarra por ejemplo, la misma debe ser bañada con un esmalte en su interior y también se debe esmaltar por encima del engobe. Al aplicar esmalte sobre un engobe, la coloración puede sufrir modificaciones, si es un engobe con óxido de cobre se obtiene una tonalidad amarronada, pero si se aplica un esmalte transparente, su color cambiará a verde intenso, sin tomar en cuenta las modificaciones en cuanto a la calidad de la pieza en sí.

## Aplicación
La aplicación de arcilla depurada en estado muy líquido, fue utilizada ampliamente en diversos tiempos y culturas. En el siglo VII a. C. en la cerámica griega, a la que se añadía álcali obteniendo un engobe de partículas muy finas y que se aplicaba antes de la primera cocción. En el siglo I a. C, la cerámica romana en la llamada terra sigillata la cubrían con engobe al principio en negro y posteriormente coloreada en rojo, con resultados que se pueden apreciar en sus vajillas y en las lucernas.
Diversos trabajos arqueológicos han rastreado el conocimiento y aplicación de esta técnica; así, por ejemplo, en yacimientos de la Hispania Romana de los siglos II y I a. C. A partir del siglo X en Europa se utilizó mayoritariamente la aplicación del engobe blanco sobre las piezas realizadas con arcilla roja; en muchos cuencos aparecen dibujos esgrafiados que se realizaban sobre el engobe con herramientas que rayaban líneas finas u otras que podían quitar partes más amplias dejando parte del dibujo final en el color oscuro. Algunas cerámicas también fueron decoradas con color verde y marrón bajo el vidriado final.
En zonas del este de Persia, entre los siglos IX al XII, se realizaron cerámicas de diversos tipos, entre la que resaltó la elaborada en la ciudad de Samarcanda. Los ceramistas de estas zonas, al no conseguir hacer el lustre, crearon sus bellas piezas con la aportación de la decoración del fondo en blanco con pigmentos colorantes mezclados con arcilla fina y blanca. Este engobe colocado sobre barro rojo se decoraba con pigmentos de color en ornamentaciones islámicas de caligrafía cúfica, normalmente colocada alrededor del borde de los platos o cuencos. Posteriormente dejaron a la vista grandes zonas blancas que contrastaban con las decoraciones con las que fueron cubriendo la superficie de las piezas con dibujos de animales, flores o geométricos. El esgrafiado sobre el engobe fue otra de las técnicas empleadas, donde dejaban las superficies con fondo negro; en ocasiones el vidriado era incoloro o verde y el esgrafiado realizado con líneas muy finas.
Los engobes se han seguido usando a través de los tiempos. Una de las cerámicas más destacadas realizadas con ellos es la de Staffordshire del siglo XVII, uno de los centros más importantes de Inglaterra. Las vasijas eran principalmente para uso doméstico como fuentes, platos o jarras y fueron efectuadas con arcilla roja y decoraciones con engobes de otros colores. La fábrica de la familia Tolf, de esta misma ciudad, alcanzó gran éxito con sus grandes platos de hasta 30 cm, que tras ponerle una capa de engobe blanco para el fondo, se le añadían otros nuevos engobes en diversos colores para su decoración final.